# Sammy Kipketer
Sammy Kipketer (Rokocho (district Keiyo), 29 september 1981) is een Keniaans atleet die gespecialiseerd is in de 5000 m en het veldlopen.
Kipketer behoort tot de Keiyo stam, een substam van de Kalenjin. Hij is geboren in Rokocho, vlak bij Kaptarakwa. Hij is getrouwd, heeft één dochter en woont in Merewet (district Uasin Gishu).
Hij traint met Daniel Komen. Kipketer brak het 3000 m junioren wereldrecord tweemaal toen hij 17 jaar was. Hij brak ook de 13 minuten barrière op de 5000 m. Hij won een 10.000 m in Brussel in een persoonlijk record van 26:49.38. Momenteel specialiseert hij zich in de 10 km.
In 2002 won hij de 5000 m op de Gemenebestspelen en in 2003 won hij de militaire kampioenschappen. Op 8 april 2001 won hij de Parelloop in 27.18. Hij won driemaal de 5 km van Carlsbad (2000, 2001, 2002). In 2006 liep hij halve marathon van Philadelphia in een persoonlijk record van 1:01.25.

## Titels
- Keniaans kampioen 5000 m - 2003
- Keniaans kampioen veldlopen (korte afstand) - 2002

## Persoonlijke records
| Onderdeel      | Prestatie | Datum             | Plaats       |
| -------------- | --------- | ----------------- | ------------ |
| 3000 m         | 7.33,62   | 4 juli 2001       | Lausanne     |
| 5000 m         | 12.52,33  | 27 juni 2003      | Oslo         |
| 10.000 m       | 26.49,38  | 30 augustus 2002  | Brussel      |
| 10 km          | 27.11     | 30 maart 2002     | New Orleans  |
| halve marathon | 1:01.25   | 17 september 2006 | Philadelphia |

## Prestaties

### Kampioenschappen
| Jaar | Wedstrijd                        | Plaats      | Resultaat | Extra         |
| ---- | -------------------------------- | ----------- | --------- | ------------- |
| 2000 | WK veldlopen                     | Vilamoura   | 2e        | Korte afstand |
| 2001 | WK veldlopen                     | Oostende    | 4e        | Korte afstand |
| 2001 | Wereldkampioenschap atletiek     | Edmonton    | 6e        | 5000 m        |
| 2002 | WK veldlopen                     | Dublin      | 4e        | Korte afstand |
| 2002 | Gemenebestspelen                 | Manchester  | 1e        | 5000 m        |
| 2003 | Militaire wereldkampioenschappen | Catania     | 1e        | 5000 m        |
| 2003 | Wereldatletiekfinale             | Monte Carlo | 4e        | 5000 m        |
| 2005 | Wereldatletiekfinale             | Monte Carlo | 5e        | 5000 m        |

### Golden League-podiumplekken
| Jaar | Wedstrijd          | Plaats  | Resultaat | Extra   | Tijd     |
| ---- | ------------------ | ------- | --------- | ------- | -------- |
| 1999 | Bislett Games      | Oslo    | 2e        | 5000 m  | 12.58,10 |
| 1999 | ISTAF              | Berlijn | 3e        | 5000 m  | 12.59,90 |
| 2000 | Golden Gala        | Rome    | 2e        | 5000 m  | 12.54,07 |
| 2000 | Bislett Games      | Oslo    | 1e        | 5000 m  | 12.55,03 |
| 2000 | Weltklasse Zürich  | Zürich  | 3e        | 5000 m  | 12.58,63 |
| 2001 | Golden Gala        | Rome    | 3e        | 5000 m  | 12.59,94 |
| 2002 | Bislett Games      | Oslo    | 2e        | 5000 m  | 12.57,90 |
| 2002 | Weltklasse Zürich  | Zürich  | 1e        | 5000 m  | 12.56,99 |
| 2002 | Memorial Van Damme | Brussel | 1e        | 10000 m | 26.49,38 |
| 2003 | Bislett Games      | Oslo    | 1e        | 5000 m  | 12.52,33 |
| 2003 | Weltklasse Zürich  | Zürich  | 3e        | 5000 m  | 13.01,44 |
| 2005 | Bislett Games      | Oslo    | 3e        | 5000 m  | 13.09,16 |
| 2005 | ISTAF              | Berlijn | 3e        | 5000 m  | 13.01,55 |

## Gewonnen wegwedstrijden
- Corrida de Houilles
- Carlsbad 5K
- Parelloop